# Boquita
Rafael Aparecido da Silva, mais conhecido como Boquita (São Paulo, 7 de abril de 1990), é um futebolista brasileiro que atua como volante e meia.

## Carreira

### Corinthians
Começou no futebol em 2004 pela Portuguesa, mas naquele mesmo ano, aos 14 anos, se transferiu para a base do Corinthians.
Destacou-se pela campanha na Copa São Paulo de Futebol Júnior, onde sagrou-se campeão, o que ocasionou sua promoção para o time principal do Corinthians.
No time principal do Corinthians, chegou ao título do Campeonato Paulista de 2009.
No dia 16 de agosto de 2009, marcou, contra o Atlético Mineiro, válido pelo Brasileirão, o gol de número 10.000 da história do Corinthians.
Ao todo, realizou 60 partidas com a camisa corintiana, marcando 4 gols.

### Bahia
Em 17 de dezembro de 2010, Boquita foi emprestado ao Bahia por não ser muito aproveitado pelo técnico Tite no Corinthians.
Permaneceu no Bahia até aproximadamente o meio de 2011, quando teve seu contrato de empréstimo rescindido e acertou novo empréstimo para a Portuguesa.

### Portuguesa
Na Portuguesa, fez parte do elenco que conseguiu ótima campanha, ficou conhecido como "Barcelusa" e foi campeão brasileiro da Série B 2011.

### Volta ao Corinthians
Em maio de 2012 Boquita retornou ao Corinthians.

### Atibaia
Em janeiro de 2013, o jogador assina pelo SC Atibaia.

### Atlético Sorocaba
Em fevereiro de 2014, sem espaço no clube de Atibaia, o jogador assina pelo Clube Atlético Sorocaba para a disputa do Campeonato Paulista.

### Vila Nova
Em julho de 2014, é contratado pelo Vila Nova.

### Marília
No ano de 2015, o jogador é anunciado pelo Marília.

### Portuguesa
Em dezembro de 2015, o jogador é anunciado pelo Portuguesa.

### Brusque
No ano de 2017, o jogador fecha com o Brusque Futebol Clube.

### CSA
Em julho de 2017, o clube CSA assina com o jogador. Ganhou o Campeonato Brasileiro de Futebol - Série C e o Campeonato Alagoano de Futebol pelo clube, onde fez um gol decisivo aos 51 do segundo tempo, na semifinal contra o ASA.
Em 2018, participou da campanha que levou o time alagoano ao acesso da Série A do Campeonato Brasileiro.

### Brasil de Pelotas
No dia 26 de dezembro de 2018, o jogador fecha pelo Grêmio Esportivo Brasil.

### Marcílio Dias
Em agosto de 2019, é contratado pelo Marcílio Dias para a disputa da Copa Santa Catarina.

### Taubaté
Em 2020, disputou o Paulistão A2 pelo Taubaté. Por lá, o jogador atuou em 15 partidas em 2020 e marcou um gol.

### Murici
Em maio de 2021, foi anunciado pelo Murici FC para a Série D do Brasileiro.

### Juventus-SP
Em julho de 2022, assina com o Juventus para a disputa da Copa Paulista.

## Seleção Brasileira Sub 20
Em julho de 2009, Boquita foi convocado para defender a Seleção Brasileira Sub 20. No dia 27 de setembro, o jogador, que estava no banco de reservas da partida contra a Costa Rica, entrou no segundo tempo e marcou um gol de fora da área, fazendo o quinto gol da Seleção Brasileira.

## Títulos
Corinthians
- Campeonato Paulista: 2009
- Copa do Brasil: 2009
- Copa São Paulo de Futebol Júnior - 2009

Portuguesa
- Campeonato Brasileiro - Série B: 2011

CSA
- Campeonato Brasileiro – Série C: 2017
- Campeonato Alagoano: 2018

### Outras conquistas
Portuguesa
- Troféu Sócrates: 2012[18]